# Liste der Monuments historiques in Cabariot
Die Liste der Monuments historiques in Cabariot führt die Monuments historiques in der französischen Gemeinde Cabariot auf.

## Liste der Objekte
| Bezeichnung      | Beschreibung                     | Standort                        | Kennzeichnung | Schutzstatus | Datum | Bild |
| ---------------- | -------------------------------- | ------------------------------- | ------------- | ------------ | ----- | ---- |
| Glocke           | Bronze, 1699                     | in der Kirche St-Clément (Lage) | PM17002556    | Inscrit      | 2013  |      |
| Kelch und Patene | Silber, vergoldet, 1798 und 1809 | in der Kirche St-Clément (Lage) | PM17001558    | Inscrit      | 1989  |      |
| Glocke           | Bronze, 1699 gegossen            | auf dem Friedhof (Lage)         | PM17000054    | Classé       | 1984  |      |